# Pedigrí (novela)
Pedigrí es una novela de tendencia autobiográfica de Georges Simenon publicada por primera vez el 15 de octubre de 1948 en la editorial Presses de la Cité.
Simenon describió la obra como "un libro en el que todo es verdad pero nada es exacto". Presenta un relato novelado de la infancia del autor en Lieja, Bélgica, desde principios del siglo XX hasta el final de la Primera Guerra Mundial.
Después de perder tres demandas de personas del entorno del autor que se reconocían o creían reconocerse en ciertos personajes, Simenon realizó una segunda publicación en 1952 en la que los pasajes incriminatorios fueron eliminados o dejados en blanco.

## Trasfondo
El libro fue una reacción a las malas noticias médicas que indicaron que Simenon tenía problemas cardíacos en 1940, dejándolo con una esperanza de vida corta. Años más tarde, Simenon recordaría los días posteriores al diagnóstico como de una angustia insoportable que le supuso una crisis existencial. A pesar de que el diagnóstico resultó ser erróneo, Simenon decidió escribir el libro con el que pretendía recuperar su infancia y su primera juventud y legar a su hijo Marc la memoria de una época que un falso diagnóstico había puesto en peligro, una historia parcialmente romántica en primera persona que describe la vida de su familia en Lieja a principios del XX siglo y su infancia. Desde diciembre de 1940 hasta junio de 1941, trabajó en la primera parte de la novela publicada bajo el título Je me souviens, publicada en 1945. Siguiendo el consejo de André Gide, reelaboró el texto en tercera persona y lo completó en 1942 y 1943 con otras dos partes que aparecerían en Presses de la Cité el 15 de octubre de 1948 con el título Pedigrí.
De 1949 a 1952, Georges Simenon tuvo que afrontar tres juicios por difamación por parte de algunos de sus antiguos amigos que creían reconocerse en determinados personajes. Los tres demandantes ganaron el caso y se ordenó a Simenon que pagara importantes daños y perjuicios a los damnificados y retirara del comercio los libros publicados. En 1952, trabajó en una versión expurgada de los pasajes incriminados y publicó una nueva edición en diciembre de 1952.

## Argumento
Désiré Mamelin, empleado de seguros, vive con su joven esposa, Élise Peters, en un apartamento de dos habitaciones en la calle Léopold de Lieja, donde Élise da a luz a un niño, Roger, el 13 de febrero de 1903.
Los dos cónyuges, procedentes de la pequeña burguesía comercial y católica, pertenecen cada uno a una familia numerosa cuya red absorbe casi por completo sus relaciones sociales. Entre los mamelines, una vida patriarcal determina hábitos cuasi rituales a los que se ajusta Désiré, optimista, bondadoso, regular en todo. Del lado de Peters, el clan es menos estable, más dividido. A diferencia de un marido al que considera demasiado insensible, Élise es verdaderamente asombrosa en su capacidad para el miedo y la tiranía. Dos de sus hermanas están histéricas. Su hermano mayor Léopold, el marginado de la familia, es bebedor y anarquista: de él toma forma la aventura del joven Félix Marette, buscado en Lieja por un atentado y obligado a huir a Francia, donde encontrará un lugar donde establecerse, no sin dificultades.
La familia Mamelin abandona su estrecha vivienda por un apartamento en la calle Pasteur y luego por una casa en la calle de la Loi. Élise hace realidad su sueño: tomar inquilinos que serán residentes si es necesario; en general serán estudiantes extranjeros (rusos o polacos). Mientras tanto, Roger crece, hace sus primeros descubrimientos –imágenes y sensaciones–, asiste a la escuela de las Hermanas y luego al instituto de los Hermanos, siempre en el barrio de Mamelin, en la margen derecha, en Outremeuse.
El final de sus clases primarias -de las que se graduó primero- coincide con el inicio de la Primera Guerra Mundial. Los húespedes de Élise se han dispersado. Roger ingresa a sexto grado en el colegio Saint-Louis, con los jesuitas. Se cree que está prometido al sacerdocio. Pero durante las vacaciones que pasa en Embourg, en la campiña de Lieja, un romance con una adolescente le revela su sexualidad. A partir de ahora, será en el Collège Saint-Servais, el otro establecimiento jesuita frecuentado por los hijos de la burguesía alta, donde proseguirá sus estudios en la sección científica moderna. Le toma gusto a la embriaguez y a leer novelas.
La guerra trae otros cambios. Los Mamelins se mudan a la rue des Maraîchers, donde Élise retoma a sus inquilinos: Oficiales alemanes bastante discretos y una solterona que exaspera a Roger hasta el punto del disgusto. La transformación del adolescente se irá produciendo poco a poco, a través de encuentros a veces dudosos, curiosidades a menudo malsanas y bajo la influencia de una familia donde los tíos y las tías cuentan menos que los primos y sus amigos. Se sienten restricciones; los placeres sólo se vuelven más tentadores, lo que lleva a Roger a echar mano de los fondos de uno de sus tíos. Su emancipación le trae escenas tormentosas con su madre. Interpreta al joven hecho en el mercado negro, que se aleja de sus estudios, que abandona en vísperas de los exámenes de tercer año, en el momento en que su padre siente los primeros ataques de angina. Por tanto, Roger va a buscar trabajo. Contratado por un librero que regenta una sala de lectura, pronto es despedido por haber contradicho a su jefe. Apenas tiene tiempo de sentirse ocioso cuando se llega al armisticio, sembrando un delirio de ruidosa alegría en la ciudad a la que se ve arrastrado, indiferente, casi a su pesar.

## Particularidades de la novela
Muy a diferencia de las novelas habituales de Simenon, Pedigrí, la más larga de todas, no se centra en ningún incidente (el episodio de Félix Marette se desarrolla de forma intermitente y al margen). Es esencialmente la historia de una infancia en Lieja.
Su carácter autobiográfico se evidencia incluso en muchos detalles que, por su autenticidad, pertenecen a la crónica local. Pedigrí retoma parcialmente en técnica novelística el contenido de Je me souviens, escrito por Simenon como narrador-testigo de su hijo Marc (el último capítulo está fechado en Fontenay, 12 de junio de 1941).
Simenon solía escribir una novela en siete a diez días. La escritura de Pedigrí fue un exorcismo, posiblemente doloroso. En un quiebre de su rutina ritualizada, tardó dos años en terminar la novela. Pasarían otros cinco años antes de que se publicara.
El libro trata menos sobre el pequeño Roger (es decir, Georges), sino más sobre la familia (en la que también se mencionan en detalle las ramas, las líneas a Holanda y Alemania) y especialmente sobre la madre. Dos tercios del libro están dominados por Elise: sus pensamientos, sus acciones y sus preocupaciones. El punto de vista pasa de Élise a Roger, cuya persona y comportamiento emergen poco a poco. La linealidad de la historia no impide intervalos de un año entre cada una de las partes. Los flashbacks son breves, pocos y excepto al comienzo de la tercera parte, no producen una ruptura en el marco cronológico. 

## Recepción
«Un libro extraño en la novelística de Simenon. Un libro hermoso y triste a la vez, alejado de las tramas rocambolescas y entregado a una narración pausada que cuenta, como lo hizo con maestría el escritor Stefan Zweig, los avatares de una época que expira lentamente». «Como atestigua este libro, Simenon fue mucho más que Maigret. Quizá por ello Pedigrí es tan decisiva en su carrera».«Una «no biografía» donde Simenon vierte toda la fuente de su angustia, la curva de su temperamento y la agitación de su alma, a través de la épica discreta y silenciosa de las pequeñas situaciones».«Aún alejándose de su mundo habitual, el policíaco, esta novela tiene todo el tono y el regusto del mejor Simenon».«Un monumental memoir destinado a convertirse en la clase de libro que encierra un mundo, que encierra el pasado. Un cruce perfecto entre el costumbrismo, a ratos naïf, de Honoré de Balzac y la exhaustiva memoria sensorial de Marcel Proust. Un poderoso (y lírico y honesto y profundo) monumento a la infancia (y a la familia)».«Libro de una extraordinaria intensidad, de una poesía de lo común, de una fuerza arrolladora en esa calma de días que pasan, que pasan con sus temores, pequeños descubrimientos, desilusiones…».«Una maravilla verdadera».«Pedigrí proyecta fielmente el reflejo de una vida en sus primeros pasos […]. Es una bella novela triste y melancólica, la más larga dentro de la obra de Simenon, dominada por el realismo poético».«Simenon asciende un escalón por encima de su ya bien elevada capacidad narrativa, y crea el más fascinante de todos sus personajes: el propio Georges Simenon […]. Novela imprescindible para entender la obra inmensa de uno de los narradores más importantes del siglo XX».«Hermoso libro con una prosa que tiene la brusca intensidad de un poema y que recoge todo un retablo humano de caracteres, sueños y costumbres».«Su novela más extensa, insólita e innovadora».

## Ediciones
- Prepublicación en forma seriada en el semanario Le Face à Main (Bruselas)[1]
  - Primera parte (terminada el 17 de diciembre de 1941): del 5 de octubre de 1946 al 10 de mayo de 1947
  - Segunda parte (terminada a finales de 1942): del 2 de octubre de 1948 al 2 de abril de 1949
  - Tercera parte (terminada el 27 de enero de 1943): 9 de abril al 22 de octubre de 1949
- Primera edición, Presses de la Cité, 1948
- Edición reelaborada, Presses de la Cité, 1952 (las palabras o pasajes eliminados después de los juicios se dejan en blanco)
- Edición definitiva, Presses de la Cité, 1958 (los pasajes que quedaron en blanco en la edición de 1952 fueron eliminados)
- El Libro de Bolsillo, n. 14280, 2008ISBN 978-2-253-14280-5
- Todo Simenon, volumen 2, ediciones Omnibus, 2002ISBN 978-2-258-06043-2
- Pedigrí y otras novelas, coll. Bibliothèque de la Pléiade, ediciones Gallimard, 2009,ISBN 978-2-07-011798-7.
- Novelas duras, volumen 7, ediciones Omnibus, 2012 ISBN 978-2-258-09394-2
- Novelas duras, volumen 7, Omnibus, 2023 ISBN 978-2-258-20264-1